# Rodrigo Tiuí
Pour les articles homonymes, voir Rodrigo.
Rodrigo Bonifácio da Rocha, dit Rodrigo Tiuí, est né le 4 décembre 1985 à Taboão da Serra. Il évolue au poste d'attaquant.

## Palmarès
| Année        | Titre                                  | Club          | Pays     |
| 2005         | Champion de Rio                        | Fluminense FC | Brésil   |
| 2007         | Champion de São Paulo                  | Santos FC     | Brésil   |
| 2005         | Vainqueur de la Coupe du Brésil        | Fluminense FC | Brésil   |
| 2008         | Vainqueur de la Coupe du Portugal      | Sporting CP   | Portugal |
| 2008         | Vainqueur de la Supercoupe du Portugal | Sporting CP   | Portugal |
| 2008 et 2009 | Finaliste de la Carlsberg Cup          | Sporting CP   | Portugal |